# Tangara icterocephala
Tangara icterocephala là một loài chim trong họ Thraupidae.